# Cornello dei Tasso
Cornello dei Tasso is een middeleeuws gehucht in de Italiaanse gemeente Camerata Cornello, hoog in de Brembanavallei. De heren ervan, de familie Tasso, waren de grondleggers van het Europese postwezen.

## Geschiedenis
De geschiedenis van het gehucht is nauw verbonden met de familie Tasso, waarvan de Lombardische wortels zouden teruggaan tot de 6e eeuw. Even buiten het dorp bevond zich hun 12e-eeuwse borgo. Later zouden ze verhuizen naar Bergamo en Venetië, en organiseerden ze postdiensten voor de paus. In 1490 werden ze naar Innsbruck geroepen door keizer Maximiliaan I en uiteindelijk zouden ze zich over heel Europa verspreiden.
Tijdens de hoge middeleeuwen was Cornello dei Tasso een handelsplaats door haar markt langs de via mercatorum (de weg tussen Bergamo en Valtellina die het tracé volgde van de Viam antiquam naar Selvino). Op het einde van de 16e eeuw ging het bergaf met het dorp nadat de Republiek Venetië in 1592 een nieuwe route had laten aanleggen door de vallei. Deze Priula deed niet langer Cornello dei Tasso aan. Door de eeuwenlange isolatie is het middeleeuwse karakter van het dorp uitstekend bewaard.

## Bezienswaardigheden
Het Museo dei Tasso e della storia postale vertelt sinds 1991 de geschiedenis van het Europese postwezen doorheen de familie Tasso (via Cornello 22). De partieel gerestaureerde ruïnes van het Palazzo dei Tasso zijn te bezichtigen op de zuidflank van de Bremborivier.
De chiesa dei Santi Cipriano e Cornelio is een romaans-gotische kerk uit de 12e eeuw, waarvan de klokkentoren tot ver in de omtrek te zien is.

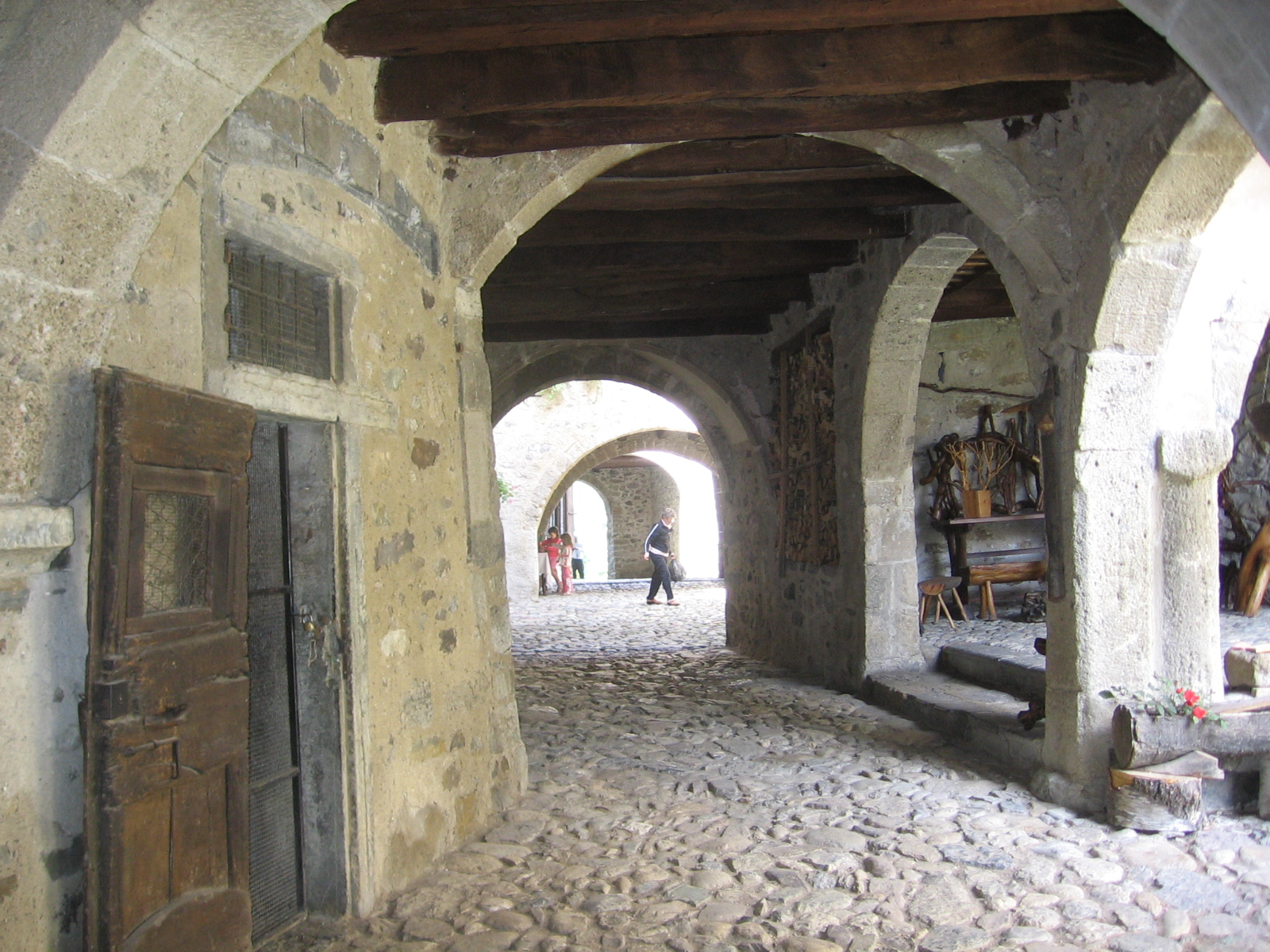
In het dorp
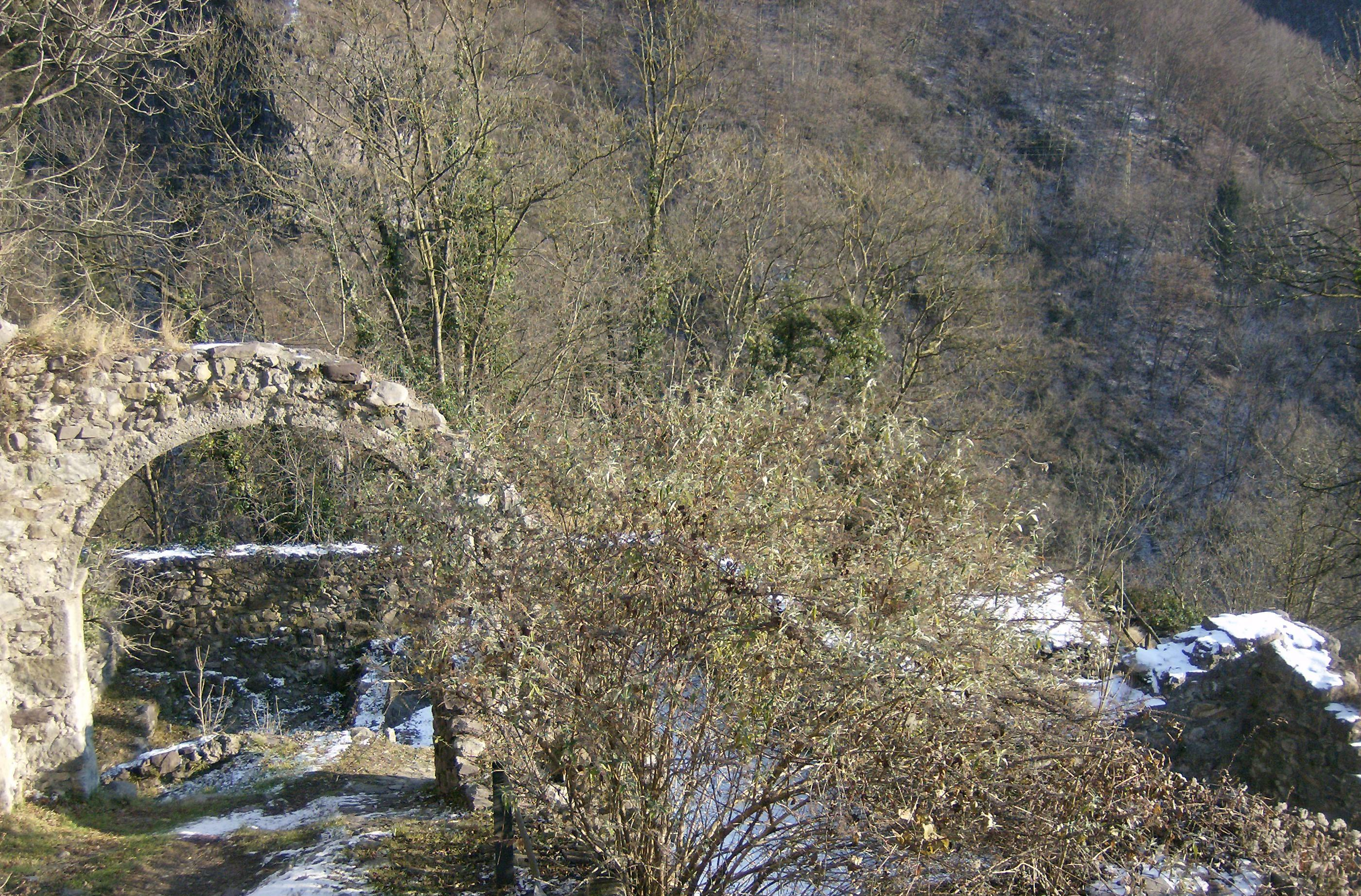
Overblijfsel van de burcht
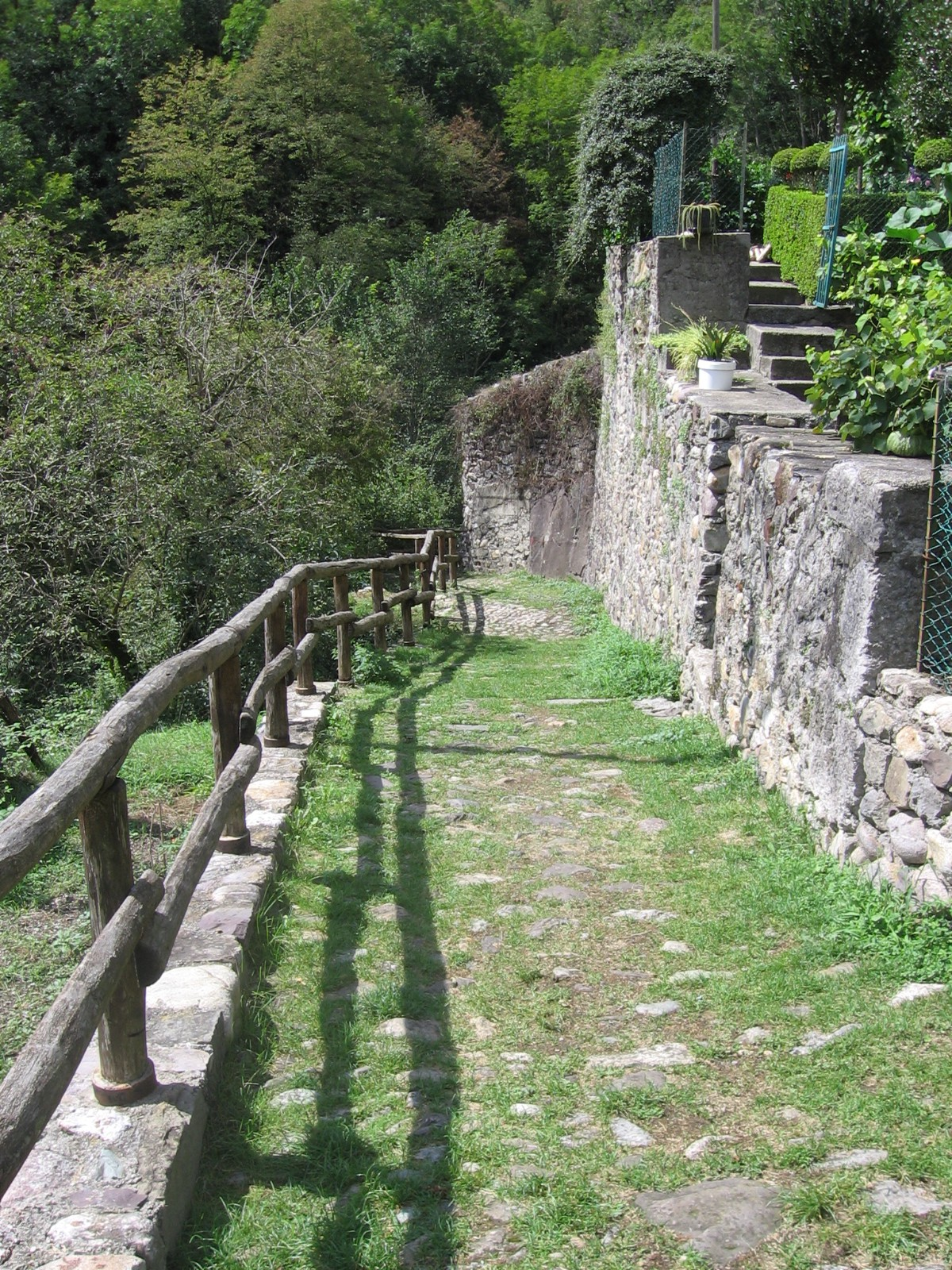
De oude Via mercatorum
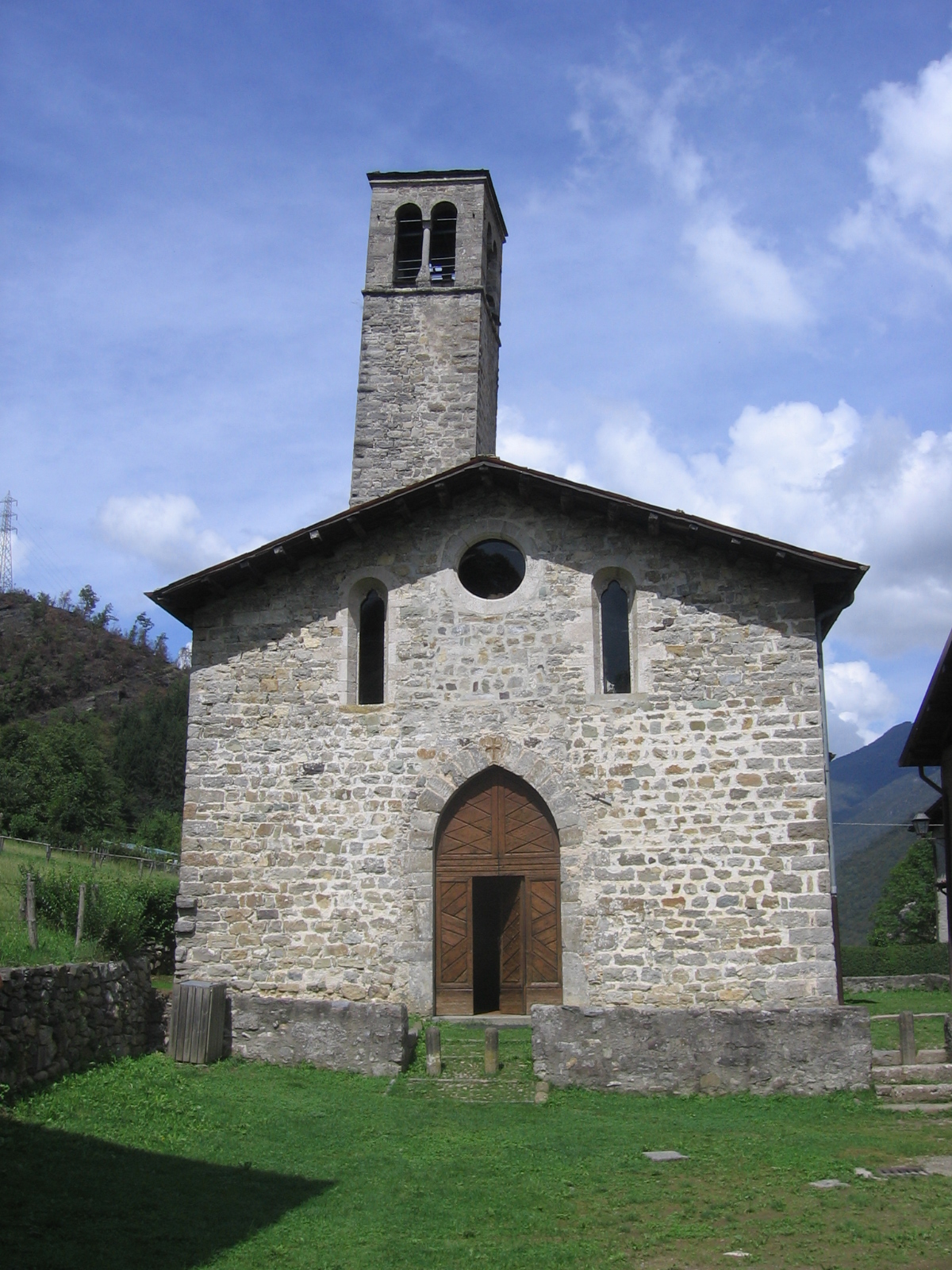
12e-eeuwse kerk

## Ligging
Cornello dei Tasso ligt 8 km ten noorden van San Pellegrino Terme.

## Voetnoten
1. ↑  Louis Gabriel Michaud, Biographie universelle, ancienne et moderne, etc, vol. 45, blz. 9]. Gearchiveerd op 19 juni 2023.
2. ↑  Adolphe de Coston, Origine, étymologie et signification des noms propres et des armoiries
3. ↑  Cornello dei Tasso
4. ↑  Officiële website. Gearchiveerd op 4 december 2022.
5. ↑  Lacs italiens. Bergame, Brescia et Crémone, Lonely Planet. Gearchiveerd op 19 juni 2023.